# Marele Premiu al Azerbaidjanului din 2021
Marele Premiu al Azerbaidjanului din 2021 (cunoscut oficial ca Formula 1 Azerbaijan Grand Prix 2021) a fost o cursă de Formula 1 care s-a desfășurat pe 6 iunie 2021 în Baku, Azerbaidjan. Cursa a fost cea de-a șasea etapă a Campionatului Mondial de Formula 1 din 2021 fiind a patra oară când s-a desfășurat o etapă de Formula 1 în Azerbaidjan.

## Clasament

### Calificări
| Poz.                  | Nr. | Pilot              | Constructor               | Timpi calificări | Timpi calificări | Timpi calificări | Grila finală |
| Poz.                  | Nr. | Pilot              | Constructor               | Q1               | Q2               | Q3               | Grila finală |
| --------------------- | --- | ------------------ | ------------------------- | ---------------- | ---------------- | ---------------- | ------------ |
| 1                     | 16  | Charles Leclerc    | Ferrari                   | 1:42,241         | 1:41,659         | 1:41,218         | 1            |
| 2                     | 44  | Lewis Hamilton     | Mercedes                  | 1:41,545         | 1:41,634         | 1:41,450         | 2            |
| 3                     | 33  | Max Verstappen     | Red Bull Racing-Honda     | 1:41,760         | 1:41,625         | 1:41,563         | 3            |
| 4                     | 10  | Pierre Gasly       | AlphaTauri-Honda          | 1:42,288         | 1:41,932         | 1:41,565         | 4            |
| 5                     | 55  | Carlos Sainz Jr.   | Ferrari                   | 1:42,121         | 1:41,740         | 1:41,576         | 5            |
| 6                     | 4   | Lando Norris       | McLaren-Mercedes          | 1:42,167         | 1:41,813         | 1:41,747         | 9            |
| 7                     | 11  | Sergio Pérez       | Red Bull Racing-Honda     | 1:41,968         | 1:41,630         | 1:41,917         | 6            |
| 8                     | 22  | Yuki Tsunoda       | AlphaTauri-Honda          | 1:42,521         | 1:41,654         | 1:42,211         | 7            |
| 9                     | 14  | Fernando Alonso    | Alpine-Renault            | 1:42,934         | 1:42,195         | 1:41,327         | 8            |
| 10                    | 77  | Valtteri Bottas    | Mercedes                  | 1:41,701         | 1:42,106         | 1:42,659         | 10           |
| 11                    | 5   | Sebastian Vettel   | Aston Martin-Mercedes     | 1:42,460         | 1:42,224         |                  | 11           |
| 12                    | 31  | Esteban Ocon       | Alpine-Renault            | 1:42,426         | 1:42,273         |                  | 12           |
| 13                    | 3   | Daniel Ricciardo   | McLaren-Mercedes          | 1:42,304         | 1:42,558         |                  | 13           |
| 14                    | 7   | Kimi Räikkönen     | Alfa Romeo Racing-Ferrari | 1:42,923         | 1:42,587         |                  | 14           |
| 15                    | 63  | George Russell     | Williams-Mercedes         | 1:42,728         | 1:42,758         |                  | 15           |
| 16                    | 6   | Nicholas Latifi    | Williams-Mercedes         | 1:43,128         |                  |                  | 16           |
| 17                    | 47  | Mick Schumacher    | Haas-Ferrari              | 1:44,158         |                  |                  | 17           |
| 18                    | 9   | Nikita Mazepin     | Haas-Ferrari              | 1:44,238         |                  |                  | 18           |
| Regula 107%: 1:48,653 |     |                    |                           |                  |                  |                  |              |
| 19                    | 18  | Lance Stroll       | Aston Martin-Mercedes     | Fără timp        |                  |                  | 19           |
| 20                    | 99  | Antonio Giovinazzi | Alfa Romeo Racing-Ferrari | Fără timp        |                  |                  | 20           |
| Sursa:                |     |                    |                           |                  |                  |                  |              |

Note
- ^1 Lando Norris a primit o penalizare de trei locuri pe grila de start pentru nerespectarea steagurilor roșii din timpul primei perioade de calificări.[4]
- ^2 Lance Stroll și Antonio Giovinazzi nu au reușit să stabilească un timp în timpul calificării și li s-a permis să concureze la discreția oficialilor.[5]

### Cursa
| Poz.                                                                            | Nr. | Pilot              | Constructor               | Tururi | Timp/Retras      | Grilă | Puncte |
| ------------------------------------------------------------------------------- | --- | ------------------ | ------------------------- | ------ | ---------------- | ----- | ------ |
| 1                                                                               | 11  | Sergio Pérez       | Red Bull Racing-Honda     | 51     | 2:13:36,410      | 6     | 25     |
| 2                                                                               | 5   | Sebastian Vettel   | Aston Martin-Mercedes     | 51     | +1,385           | 11    | 18     |
| 3                                                                               | 10  | Pierre Gasly       | AlphaTauri-Honda          | 51     | +2,762           | 4     | 15     |
| 4                                                                               | 16  | Charles Leclerc    | Ferrari                   | 51     | +3,828           | 1     | 12     |
| 5                                                                               | 4   | Lando Norris       | McLaren-Mercedes          | 51     | +4,754           | 9     | 10     |
| 6                                                                               | 14  | Fernando Alonso    | Alpine-Renault            | 51     | +6,382           | 8     | 8      |
| 7                                                                               | 22  | Yuki Tsunoda       | AlphaTauri-Honda          | 51     | +7,709           | 7     | 6      |
| 8                                                                               | 55  | Carlos Sainz Jr.   | Ferrari                   | 51     | +7,709           | 5     | 4      |
| 9                                                                               | 3   | Daniel Ricciardo   | McLaren-Mercedes          | 51     | +8,874           | 13    | 2      |
| 10                                                                              | 7   | Kimi Räikkönen     | Alfa Romeo Racing-Ferrari | 50     | +9,576           | 14    | 1      |
| 11                                                                              | 99  | Antonio Giovinazzi | Alfa Romeo Racing-Ferrari | 51     | +10,254          | 20    |        |
| 12                                                                              | 77  | Valtteri Bottas    | Mercedes                  | 51     | +11,264          | 10    |        |
| 13                                                                              | 47  | Mick Schumacher    | Haas-Ferrari              | 51     | +14,241          | 17    |        |
| 14                                                                              | 9   | Nikita Mazepin     | Haas-Ferrari              | 51     | +14,315          | 18    |        |
| 15                                                                              | 44  | Lewis Hamilton     | Mercedes                  | 51     | +17,668          | 2     |        |
| 16                                                                              | 6   | Nicholas Latifi    | Williams-Mercedes         | 51     | +42,379          | 16    |        |
| 17                                                                              | 63  | George Russell     | Williams-Mercedes         | 48     | Cutia de viteze  | 15    |        |
| 18                                                                              | 33  | Max Verstappen     | Red Bull Racing-Honda     | 45     | Pană de anvelope | 3     |        |
| Ab                                                                              | 18  | Lance Stroll       | Aston Martin-Mercedes     | 29     | Pană de anvelope | 19    |        |
| Ab                                                                              | 31  | Esteban Ocon       | Alpine-Renault            | 3      | Turbocompresor   | 12    |        |
| Cel mai rapid tur: Max Verstappen (Red Bull Racing-Honda) - 1:44,481 (turul 44) |     |                    |                           |        |                  |       |        |
| Sursa:                                                                          |     |                    |                           |        |                  |       |        |

Note
- ^1 - Nicholas Latifi a primit o penalizare de 10 secunde cu oprire la boxe convertită într-o penalizare de 30 de secunde pentru că nu a intrat pe linia boxelor conform instrucțiunilor venite în momentul în care Safety care era pe pistă.[6]
- ^2 - George Russell și Max Verstappen au fost incluși în clasament deoarece au parcurs peste 90% din distanța de cursă.[6]

### Clasament campionat după cursă
|   | Poz. | Pilot           | Puncte |
| - | ---- | --------------- | ------ |
|   | 1    | Max Verstappen  | 105    |
|   | 2    | Lewis Hamilton  | 101    |
| 2 | 3    | Sergio Pérez    | 69     |
| 1 | 4    | Lando Norris    | 66     |
| 1 | 5    | Charles Leclerc | 52     |

|   | Poz. | Constructor           | Puncte |
| - | ---- | --------------------- | ------ |
|   | 1    | Red Bull Racing-Honda | 174    |
|   | 2    | Mercedes              | 148    |
| 1 | 3    | Ferrari               | 94     |
| 1 | 4    | McLaren-Mercedes      | 92     |
| 1 | 5    | AlphaTauri-Honda      | 39     |

- Notă: Doar primele cinci locuri sunt prezentate în ambele clasamente.